# Ropica Górna
Ropica Górna (bis 1949 Ropica Ruska, früher auch Ropica Sękowska) ist eine Ortschaft mit einem Schulzenamt der Gemeinde Sękowa im Powiat Gorlicki der Woiwodschaft Kleinpolen in Polen.

## Geographie
Der Ort liegt am Fluss Sękówka in den Niederen Beskiden, im sogenannten Lemkenland.

## Geschichte
1342 wurde das Dorf vom König Kasimir den Großen aus dem polnischen ins deutsche Recht übertragen. In der Zeit der walachischen Kolonisation erhielt es dagegen Walachisches Recht. Der Name Ropica ist mit dem Dorf Ropica Polska verbunden, das am Fluss Ropa einige Kilometer im Nordwesten liegt, obwohl Ropica Górna an einem anderen Fluss (Sękówka) gelegen ist. Auch das zusätzliche Adjektiv Górna (Ober), früher Ruska (Ruthenisch) unterscheidet das bis zur Aktion Weichsel ethnisch ruthenische Dorf vom polnischen Ropica Polska (Polnisch, vor 1990 Dolna/Nieder).
Der Ort gehörte zunächst zum Königreich Polen (ab 1569 Adelsrepublik Polen-Litauen), Woiwodschaft Krakau, Kreis Biecz. Bei der Ersten Teilung Polens kam Ropica Ruska 1772 zum neuen Königreich Galizien und Lodomerien des habsburgischen Kaiserreichs (ab 1804). Ab dem Jahr 1855 gehörte er zum Bezirk Gorlice. Im Jahr 1900 hatte die Gemeinde 119 Häuser mit 780 Einwohnern, davon war die Mehrheit (694) ruthenischsprachig, außer 673 Griechisch-Katholiken gab es 21 Juden und 86 polnischsprachige Römisch-Katholiken.
Ab dem späten 19. Jahrhundert wurde dort Jahrzehnte Erdöl gefördert. 1875 gab es 74 meistens primitive Schächte.
1918, nach dem Ende des Ersten Weltkriegs und dem Zusammenbruch der k.u.k. Monarchie, kam Ropica Górna zu Polen. Unterbrochen wurde dies nur durch die Besetzung Polens durch die Wehrmacht im Zweiten Weltkrieg.
Nach dem Zweiten Weltkrieg wurden die Lemken ausgesiedelt und das Adjektive Ruska Name wurde durch Górna ersetzt.
Von 1975 bis 1998 gehörte Ropica Górna zur Woiwodschaft Nowy Sącz.

## Sehenswürdigkeiten

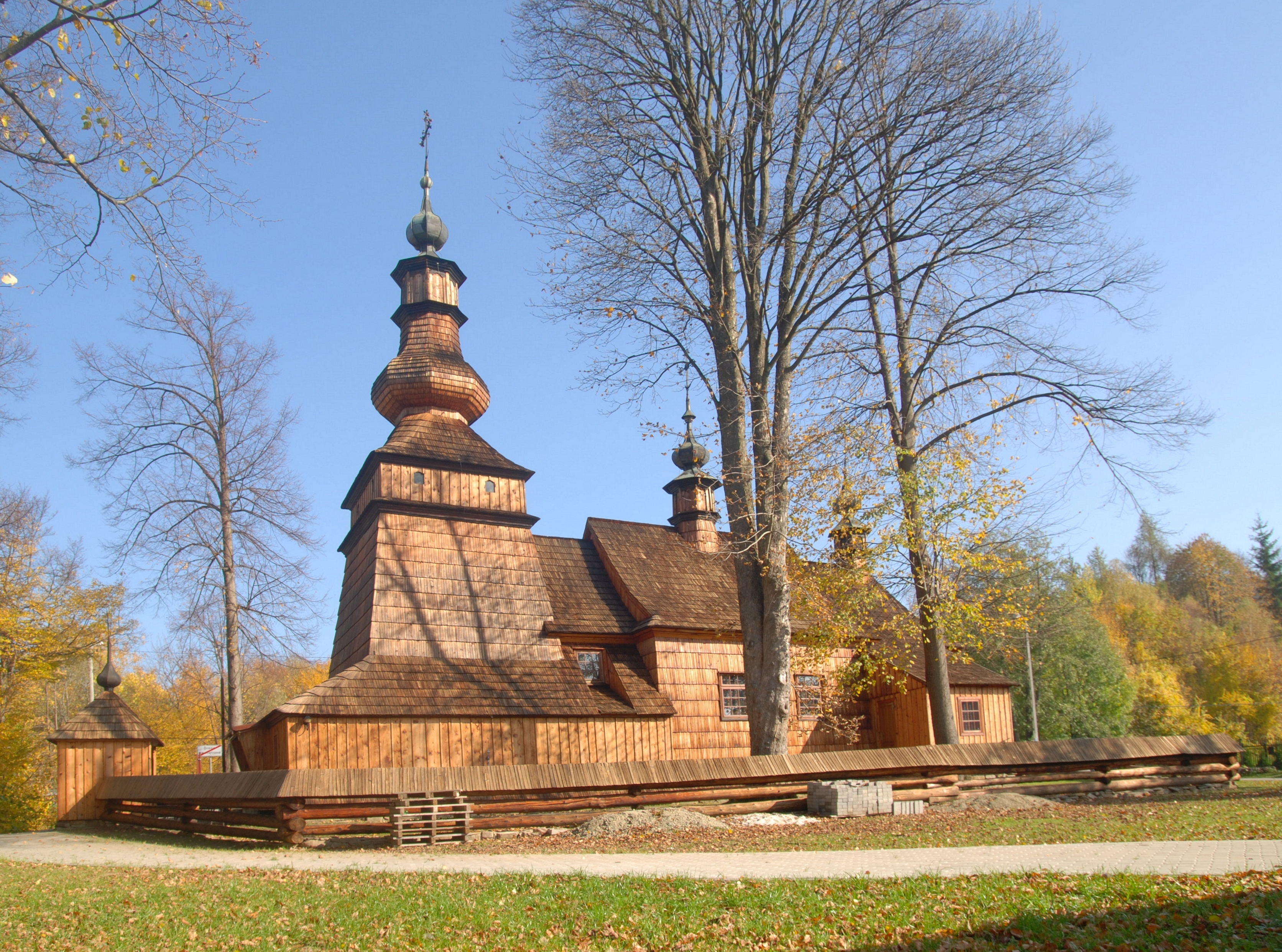
Ehem. Griechisch-Katholische Kirche

- Ehemalige Griechisch-Katholische Kirche, erbaut 1819
- Österreichische Soldatenfriedhöfe aus dem Ersten Weltkrieg (Nummer 67, 68, 77 und 78)